# Токуґава Ієнарі
Токуґава Ієнарі (яп. 徳川 家斉, 18 листопада 1773 — 22 березня 1841) — 11-й сьоґун сьоґунату Едо. Правив у 1786-1837.

## Життєпис

### Регентство
Старший син Токуґави Харусади, онука Токуґави Йосімуне, 8-го сьоґуна сьоґунату Едо. Походив з бічної гілки клану Токуґава — роду Хітоцубасі. Завдяки наполегливості батька Ієнарі було всиновлено сьогуном Токуґава Ієхару. 1786 році останній помер, після чого Ієнарі став новим правителем Японії.
З огляду на малий вік сьогуном 1787 року регентом і родзю (головним радником) став представник клану Токуґава — Мацудайра Саданобу, який спрямував зусилля для виходу країни з фінансової кризи. Своїми реформами у неоконфуціанському дусі намагався стимулювати насамперед розвиток сільського господарства, збільшівши виробництво продукції. Для цього було вирішено відправляти частину міського населення для роботи у полі. Запроваджено установи для малозабезпечених (на кшталт національних майстерень Другої республіки Франції). Його діяльність відома як Реформи Кансей. Завдяки режиму жорсткої економії Мацудайра Саданобу зміг дещо збалансувати бюджет бакуфу. Втім його діяльність викликала невдоволення, особливо з боку торговців, зі зростанням економічної ваги яких він боровся адміністративними заходами. Він видавав укази про анулювання боргів васалів сьогунату — хатамото і ґокенін торговцям і лихварям. У 1793 році Мацудайра Саданобу був звільнено з посади.

### Володарювання
Власне панування Токуґава Ієнарі отримало назву «огосьо дзідай» — «період правління сьоґуна, що віддалився від справ». Переважно опікувався особистими справами. Важким тягарем на бюджет лягало утримання його 55 дітей, 40 наложниць, численних придворних і інших родичів. Ієнарі створював родинні зв'язки через шлюби, усиновлення, обмінювався наложницями і подарунками. Він через шлюби встановив дружні стосунки з багатьма даймьо.
Водночас тривало поширення західних знань, особливо голландської медицини. У 1823 році в торгове представництво Голландії на острові Дедзіма прибув німецький лікар Філіп Зибольд, який почав навчати японців медицині і природничих наук. При поверненні на батьківщину в його багажі знайшли карту Японії, подаровану йому Такахасі Кейхо. Зібольда було заарештовано, а 1830 року вислано за межі Японії. Міжцими подіями 1824 року видано наказ знищувати усі судна, що наближаються до берегів Японії, окрім Нагасакі.
Кумівство, корупція, фінансові зловживання не сприяли політичній стабільності у бакуфу. Проте тривалий час економічний баланс виправлявся завдяки зростанню торгівлі. У 1832 і 1838 роках внаслідок поганих врожаїв стався страшний голод (відомий як Голод Темпо), що різко скоротило доходи бакуфу.
Останні роки Токуґава Ієнарі відзначені політичною кризою і соціальними потрясіннями. За цієї ситуації Ієнарі 1834 року призначив Мідзуно Тадакуні головою сьогунського уряду (тюро). У квітні 1837 року Токуґава Ієнарі відмовився від владу на користь свого другого сина Токуґава Ієйосі, який став новим сьогуном. Незважаючи на своє зречення, Ієнарі продовжував фактично керувати державою до своєї смерті. Того ж року вибухнуло повстання під керівництвом Осіо Хейхатіро, спрямоване проти загострення соціального розшарування та корупції. Мідзуно Тадакуні 1841 року розпочав заходи з виправлення ситуації, відомі як Реформи Темпо. Втім до їх повноцінного розгортання Токуґава Ієнарі помер у березні 1841 року.